# 400 mètres masculin aux championnats du monde d'athlétisme 2013
Navigation
Daegu 2011 Pékin 2015
L'épreuve du 400 mètres masculin des championnats du monde de 2013 s'est déroulée du 11 au 13 août 2013 dans le Stade Loujniki, le stade olympique de Moscou, en Russie. Elle est remportée par l'Américain LaShawn Merritt.

## Records et performances

### Records
Les records du 400 m hommes (mondial, des championnats et par continent) étaient avant les championnats 2013 les suivants.
| Record                    | Athlète           | Pays                             | Temps   | Lieu      | Date              |
| ------------------------- | ----------------- | -------------------------------- | ------- | --------- | ----------------- |
| Record du monde           | Michael Johnson   | États-Unis                       | 43 s 18 | Séville   | 26 août 1999      |
| Record des championnats   | Michael Johnson   | États-Unis                       | 43 s 18 | Séville   | 26 août 1999      |
| Record d'Afrique          | Gary Kikaya       | République démocratique du Congo | 44 s 10 | Stuttgart | 9 septembre 2006  |
| Record d'Asie             | Mohamed al-Malky  | Oman                             | 44 s 56 | Budapest  | 12 août 1988      |
| Record d'Amérique du Nord | Michael Johnson   | États-Unis                       | 43 s 18 | Séville   | 26 août 1999      |
| Record d'Amérique du Sud  | Sanderlei Parrela | Brésil                           | 44 s 29 | Séville   | 26 août 1999      |
| Record d'Europe           | Thomas Schönlebe  | Allemagne de l'Est               | 44 s 33 | Rome      | 3 septembre 1987  |
| Record d'Océanie          | Darren Clark      | Australie                        | 44 s 38 | Séoul     | 26 septembre 1988 |

### Meilleures performances de l'année 2013
Les dix coureurs les plus rapides de l'année sont, avant les championnats (au 14 août 2013 ), les suivants. 
|    | Athlète              | Pays                   | Temps   | Date            |
| -- | -------------------- | ---------------------- | ------- | --------------- |
| 1  | Kirani James         | Grenade                | 43 s 96 | 6 juillet 2013  |
| 2  | LaShawn Merritt      | États-Unis             | 44 s 09 | 6 juillet 2013  |
| 3  | Yousef Ahmed Masrahi | Arabie saoudite        | 44 s 72 | 22 mai 2013     |
| 3  | Tony McQuay          | États-Unis             | 44 s 72 | 21 juin 2013    |
| 5  | Bryshon Nellum       | États-Unis             | 44 s 73 | 7 juin 2013     |
| 5  | Kévin Borlée         | Belgique               | 44 s 73 | 21 juillet 2013 |
| 7  | Luguelín Santos      | République dominicaine | 44 s 74 | 26 avril 2013   |
| 8  | David Verburg        | États-Unis             | 44 s 75 | 21 juin 2013    |
| 9  | Arman Hall           | États-Unis             | 44 s 82 | 21 juin 2013    |
| 10 | Ramon Miller         | Bahamas                | 44 s 93 | 22 juin 2013    |

## Critères de qualification
Pour se qualifier pour les Championnats (minima A), il fallait avoir réalisé moins de 45 s 28 entre le 1er octobre 2012 et le 29 juillet 2013. Le minima B est de 45 s 60.

## Résultats

### Finale
| Rang               | Athlète            | Temps   | Notes  |
| ------------------ | ------------------ | ------- | ------ |
| Médaille d'or      | LaShawn Merritt    | 43 s 74 | WL, PB |
| Médaille d'argent  | Tony McQuay        | 44 s 40 | PB     |
| Médaille de bronze | Luguelín Santos    | 44 s 52 | SB     |
| 4                  | Jonathan Borlée    | 44 s 54 | SB     |
| 5                  | Pavel Maslák       | 44 s 91 |        |
| 6                  | Yousef Masrahi     | 44 s 97 |        |
| 7                  | Kirani James       | 44 s 99 |        |
| 8                  | Anderson Henriques | 45 s 03 |        |

### Demi-finales
Les deux premiers athlètes de chaque course (Q) plus les 2 meilleurs temps (q) se qualifient pour la finale.
| Rang | Athlète                | Temps       | Notes |
| ---- | ---------------------- | ----------- | ----- |
| 1    | Yousef Masrahi         | 44 s 61 (Q) | NR    |
| 2    | Tony McQuay            | 44 s 66 (Q) |       |
| 3    | Anderson Henriques     | 44 s 95 (q) | PB    |
| 4    | Kévin Borlée           | 45 s 03     |       |
| 5    | Javon Francis          | 45 s 62     |       |
| 6    | Nick Ekelund-Arenander | 45 s 89     |       |
| 7    | Brian Gregan           | 45 s 98     |       |
| 8    | Yuzo Kanemaru          | 46 s 28     |       |

| Rang | Athlète         | Temps       | Notes |
| ---- | --------------- | ----------- | ----- |
| 1    | LaShawn Merritt | 44 s 60 (Q) |       |
| 2    | Jonathan Borlée | 44 s 85 (Q) |       |
| 3    | Chris Brown     | 45 s 18     | SB    |
| 4    | Deon Lendore    | 45 s 47     |       |
| 5    | Matteo Galvan   | 45 s 69     |       |
| 6    | Omar Johnson    | 45 s 89     |       |
| 7    | Gustavo Cuesta  | 45 s 93     |       |
| 8    | José Meléndez   | 46 s 22     |       |

| Rang | Athlète         | Temps       | Notes |
| ---- | --------------- | ----------- | ----- |
| 1    | Kirani James    | 44 s 81 (Q) |       |
| 2    | Luguelín Santos | 44 s 83 (Q) |       |
| 3    | Pavel Maslák    | 44 s 84 (q) | NR    |
| 4    | Jarrin Solomon  | 45 s 43     |       |
| 5    | Arman Hall      | 45 s 54     |       |
| 6    | Nigel Levine    | 45 s 60     |       |
| 7    | Javere Bell     | 45 s 77     |       |
| 8    | Nery Brenes     | 46 s 34     |       |

### Séries
Les quatre premiers de chaque séries (Q) plus les 4 meilleurs temps (q) se qualifient pour les quarts de finale.
| Rang | Athlète                | Temps       | Notes |
| ---- | ---------------------- | ----------- | ----- |
| 1    | Tony McQuay            | 45 s 06 (Q) |       |
| 2    | Jonathan Borlée        | 45 s 24 (Q) |       |
| 3    | Nick Ekelund-Arenander | 45 s 81 (Q) |       |
| 4    | Nery Brenes            | 46 s 16 (Q) |       |
| 5    | Ramon Miller           | 47 s 53     |       |
| 6    | Zaw Win Thet           | DQ          |       |
| 7    | Yoandys Lescay         | DQ          |       |

| Rang | Athlète                 | Temps       | Notes |
| ---- | ----------------------- | ----------- | ----- |
| 1    | Anderson Henriques      | 45 s 13 (Q) | PB    |
| 2    | Javon Francis           | 45 s 37 (Q) |       |
| 3    | Matteo Galvan           | 45 s 39 (Q) | PB    |
| 4    | Yousef Masrahi          | 45 s 39 (Q) |       |
| 5    | Arman Hall              | 45 s 45 (q) |       |
| 6    | Brian Gregan            | 46 s 04 (q) |       |
| 7    | Hamdinou Cheikh El Wely | 52 s 33     | PB    |

| Rang | Athlète                   | Temps       | Notes |
| ---- | ------------------------- | ----------- | ----- |
| 1    | LaShawn Merritt           | 44 s 92 (Q) |       |
| 2    | Deon Lendore              | 45 s 17 (Q) |       |
| 3    | Pavel Maslák              | 45 s 44 (Q) |       |
| 4    | José Meléndez             | 45 s 82 (Q) | PB    |
| 5    | Vladimir Krasnov          | 46 s 23     |       |
| 6    | LaToy Williams            | 46 s 65     |       |
| 7    | Ak. Hafiy Tajuddin Rositi | 49 s 98     |       |

| Rang | Athlète         | Temps       | Notes |
| ---- | --------------- | ----------- | ----- |
| 1    | Luguelín Santos | 45 s 23 (Q) |       |
| 2    | Kévin Borlée    | 45 s 32 (Q) |       |
| 3    | Chris Brown     | 45 s 39 (Q) |       |
| 4    | Nigel Levine    | 45 s 41 (Q) |       |
| 5    | Omar Johnson    | 45 s 97 (q) |       |
| 6    | Yūzō Kanemaru   | 46 s 18 (q) |       |
| 7    | Daniel Alemán   | DQ          |       |

| \| Rang \| Athlète \| Temps \| Notes \| \| ---- \| ----------------- \| ----------- \| ----- \| \| 1 \| Kirani James \| 45 s 00 (Q) \| \| \| 2 \| Jarrin Solomon \| 45 s 19 (Q) \| PB \| \| 3 \| Javere Bell \| 45 s 20 (Q) \| \| \| 4 \| Gustavo Cuesta \| 45 s 93 (Q) \| \| \| 5 \| Wayde van Niekerk \| 46 s 37 \| \| \| 6 \| Kevin Moore \| 47 s 52 \| \| \| 7 \| Angelo Garland \| 48 s 65 \| \| |                   |             |       |
| Rang | Athlète           | Temps       | Notes |
| 1 | Kirani James      | 45 s 00 (Q) |       |
| 2 | Jarrin Solomon    | 45 s 19 (Q) | PB    |
| 3 | Javere Bell       | 45 s 20 (Q) |       |
| 4 | Gustavo Cuesta    | 45 s 93 (Q) |       |
| 5 | Wayde van Niekerk | 46 s 37     |       |
| 6 | Kevin Moore       | 47 s 52     |       |
| 7 | Angelo Garland    | 48 s 65     |       |

## Légende
Records et Performances
- AR : Record continental (area record)
- CR : Record des championnats (championship record)
- MR : Record du meeting (meet record)
- NR : Record national (national record)
- OR : Record olympique (olympic record)
- PR : Record paralympique (paralympic record)
- PB : Record personnel (personal best)
- SB : Meilleure performance personnelle de la saison (season's best)
- WL : Meilleure performance mondiale de l'année (world leader)
- WJR : Record du monde junior (world junior record)
- WR : Record du monde (world record)

Circonstances et Conditions
- DNF : N'a pas terminé (did not finish)
- DNS : N'a pas pris le départ (did not start)
- DQ : Disqualification (disqualification)
- NM : Aucun essai valable enregistré (No Mark)
- Q : Qualifié « directement » au prochain tour (ou à la prochaine compétition), lors d'une compétition majeure, grâce au classement ou à la réalisation des minima (automatic qualifier)
- q : Qualifié au prochain tour (ou à la prochaine compétition), lors d'une compétition majeure, grâce au repêchage ou à la réalisation de l'une des meilleures performances parmi celles des « non qualifiés directement » (grâce au meilleur temps ou à la meilleure distance par exemple) (secondary qualifier)